# اقتصاد تضامنی
اقتصاد تضامنی یا اقتصاد اجتماعی و تضامنی (SSE) به طیف گسترده ای از فعالیت های اقتصادی اشاره دارد که هدف آن اولویت دادن به  سودآوری اجتماعی به جای سود صرفاً مالی است. ویژگی کلیدی که نهادهای اقتصاد تضامنی را از شرکت های خصوصی و دولتی متمایز می کند، ماهیت مشارکتی و دموکراتیک حکمرانی در فرآیندهای تصمیم گیری به عنوان یکی از اصول اصلی بخش SSE است.  مشارکت فعال همه افراد درگیر در رویه های تصمیم گیری به توانمندسازی آنها به عنوان سوژه های فعال سیاسی کمک می کند. با این حال، ساختارهای سازمانی مختلف SSE منعکس کننده تنوع در حکمرانی دموکراتیک و مشارکت فراگیر هستند.